# Xiphiopsylla daemonicola
Xiphiopsylla daemonicola är en loppart som beskrevs av Smit 1960. Xiphiopsylla daemonicola ingår i släktet Xiphiopsylla och familjen Xiphiopsyllidae. Inga underarter finns listade i Catalogue of Life.